# Beulingsluis
De Beulingsluis (brug nr. 27) is een brug in Amsterdam-Centrum. Sluis staat hier voor stenen brug.
Ze is gelegen over de Beulingsloot in de grachtengordel van Amsterdam. De brug ligt in de noordoostelijke kade van de Herengracht. Er ligt hier al eeuwen een brug. Daniël Stalpaert tekende de brug in op zijn kaart uit mrond 1662. De huidige brug ligt er vermoedelijk vanaf 1900, toen de brug gestremd werd voor herstelwerkzaamheden of vernieuwing.Het is een typische "Plaatbrug".
Aan de andere kant van de Beulingsloot, in de Singel, ligt de Krijtbergsluis. Net als die Krijtbergsluis was ook deze brug er bijna niet meer geweest. In de jaren tien en twintig van de 20e eeuw waren er plannen om de Beulingsloot te dempen en ter plaatse rigoureus te slopen; Het bleef echter bij plannen. In de 100 jaar die volgden is er nooit meer aan demping gedacht. 
De Beulingsloot is naar alle waarschijnlijkheid vernoemd naar een van de bewoners van een nabijgelegen pand, Gerrit Jansz. Beulinck, die hier rond 1660 een pand had waar "de Beuling" (worst) uithing. De gracht heeft ook wel bekendgestaan als de Leertouwers- en Huidevetterssloot. Het grachtje is niet toegankelijk voor gemotoriseerd scheepsverkeer, en zelfs het niet-gemotoriseerde scheepsverkeer heeft eigenlijk eenrichtingsverkeer vanaf de Singel naar de Herengracht, op brug 27 zit aan de Herengrachtkant een bord A1 van het Binnenvaartpolitiereglement. De huizen van de Beulingssloot staan direct aan het water.
1 · 2 · 3 · 4 · 5 · 6 · 7 · 8 · 9 · 10 · 11 · 12 · 13 · 14 · 15 · 16 · 17 · 18 · 19 · 20 · 21 · 22 · 23 · 24 · 25 · 26 · 27 · 28 · 29 · 30 · 31 · 32 · 34 · 35 · 36 · 37 · 38 · 39 · 40 · 41 · 42 · 43 · 44 · 45 · 46 · 47 · 48 · 49 · 50 · 51 · 52 · 53 · 54 · 55 · 56 · 57 · 58 · 59 · 60 · 61 · 62 · 63 · 64 · 65 · 66 · 67 · 68 · 69 · 70 · 71 · 72 · 73 · 74 · 75 · 76 · 77 · 78 · 79 · 80 · 81 · 82 · 84 · 85 · 86 · 87 · 88 · 89 · 90 · 91 · 92 · 93 · 94 · 95 · 96 · 97 · 98 · 99 · >>>
Brugnummers 33 en 83 zijn niet (meer) vergeven